# Erik Hansen (fodboldspiller)
 For alternative betydninger, se Erik Hansen. (Se også artikler, som begynder med Erik Hansen)
Erik Hansen (født 16. november 1922, død 8. august 2010) var en dansk fodboldspiller og -landstræner.

## Fodboldkarriere

### Aktiv karriere
Erik Hansen spillede for KB, hvor han opnåede 150 førsteholdskampe. Han fik to kampe på U/21-landsholdet i 1950-1951 samt otte seniorlandskampe 1951-1953 (deraf én B-landskamp).
Hos KB var han særligt kendt for sine straffespark, som han anvendte en helt speciel teknik til. Han tog tilløb fra midten af banen og løb derpå i zigzag, inden han sparkede til bolden. Teknikken forvirrede mange målmænd, og han havde stor succes med den.

### Landsholdskomiteen
Efter sin aktive karriere blev han medlem af DBU's daværende landsholdsudtagelseskomité, der bestod af seks-otte personer. Han var formand for komiteen 1958-1969, hvor han oplevede megen uenighed blandt medlemmerne, og han endte med at opfordre DBU's formand til at give udtagelsesansvaret til én mand. Dette blev gennemført i 1967, hvor han fik ansat Ernst Netuka til at tage sig af den fysiske del af landsholdet. Hansen og Netuka udgjorde dermed de facto en landstrænerduo. I 1968 overtog Henry From Netukas plads, og Hansen og From stod dermed i spidsen for landsholdet, indtil John Hansen overtog Erik Hansens plads i 1969.

## Anden karriere
I sit civile liv havde Erik Hansen oprindeligt en tanke om at blive lærer, men han gik i lære i en forretning for sportsudstyr, og han blev senere ansat i Stadion Sport, som han efter ti år overtog ejerskabet af og stod i spidsen for, indtil han gik på pension.